# GRK Varaždin
Pour les articles homonymes, voir Caprio et GRK.
Maillots
Le GRK Varaždin est un club de handball situé à Varaždin en Croatie, évoluant en Premijer Liga.

## Historique
- 1955 : fondation du club
- 1971 : le club accède à la deuxième division yougoslave.
- 1979 : le club est relégué dans la troisième niveau yougoslave.
- 1993 : Le club est promu en Championnat de Croatie.
- 2009 : Le club termine cinquième du Championnat de Croatie.
- 2010 : Le club termine treizième du Championnat de Croatie.
- 2011 : Le club termine onzième du Championnat de Croatie.
- 2012 : Le club termine douzième du Championnat de Croatie.
- 2013 : Le club termine douzième du Championnat de Croatie.
- 2014 : le club termine troisième du Championnat de Croatie et se qualifie pour la première fois pour une coupe d'Europe, la Coupe de l'EHF.
- 2015 : le club termine troisième du Championnat de Croatie et se qualifie pour la Coupe de l'EHF.
- 2016 : le club termine troisième du Championnat de Croatie et se qualifie pour la Coupe de l'EHF.